# Леонид Вяземски
Леонид Дмитриевич Вяземски (от руски: Леони́д Дми́триевич Вя́земский) е руски княз, офицер, генерал от кавалерията. Участник в Руско-турската война (1877 – 1878). Командир на 2-ра бригада от Българското опълчение.

## Биография
Леонид Вяземски е роден на 19 август 1848 г. в Тамбовска губерния в семейството на потомствен дворянин, наследствен княз. Ориентира се към военното поприще. Учи в Императорския александровски лицей. Военна служба започва през 1867 г. с военно звание унтерофицер в лейбгвардейския Хусарски полк. От 19 февруари 1875 г. е флигел-адютант и съпровожда император Александър II при посещението му във Варшава, Крим и Кишинев. Повишен е във военно звание полковник от 27 март 1877 г.
Участва в Руско-турската война (1877 – 1878) като командир на 2-ра дружина от Българското опълчение. Участва в отбраната на Шипка през август 1877 г. Началник на отбранителната позиция на левия фланг. В хода на битката е ранен, но остава на позицията. С колоната на генерал-лейтенант Михаил Скобелев участва в Преминаването на Южния отряд през Стара планина, Шейновската битка и битката при с. Чатак. Отново е ранен.
За отбраната на Шипка е награден със златно оръжие „За храброст“ и орден „Свети Владимир“ IV ст., за битката при село Шейново с орден „Свети Станислав“ II ст., а за битката при с. Чатак с орден „Света Ана“ II ст.
След войната е изборен предводител на дворянството в Усманския уезд на Тамбовска губерния. Повишен е във военно звание генерал-майор от 1877 г. Астрахански губернатор и атаман на Астраханската казашка войска (1888). Началник на Главното управление на частните владения (1896). Член на Държавния съвет от 1899 г. Повишен е във военно звание генерал-лейтенант от 1896 г. и генерал от кавалерията от 1906 г.